# Hôtel de Vento des Pennes
 (mars 2025).
Si vous disposez d'ouvrages ou d'articles de référence ou si vous connaissez des sites web de qualité traitant du thème abordé ici, merci de compléter l'article en donnant les références utiles à sa vérifiabilité et en les liant à la section « Notes et références ».
L’hôtel de Vento des Pennes est un hôtel particulier du XVIIIe siècle, situé dans le centre historique de Carpentras (Vaucluse). Par la qualité de son architecture et de ses décors intérieurs, il constitue l’un des plus remarquables hôtels particuliers du Comtat Venaissin.

## Histoire
L’hôtel a été rebâti par la famille de Vento des Pennes au XVIIIe siècle, à l’emplacement de l’ancien hôtel de la famille de Rafélis de Roquesante qui jouxtait au sud, l’ancien Hôtel de Ville de Carpentras, et au nord l’ancien cloître de la cathédrale et les jardins du palais épiscopal. Il a connu d’importants aménagements au milieu du XVIIIe siècle sous l’égide de Louis-Nicolas de Vento des Pennes et son épouse, Denise Borely, sœur du constructeur du château Borely à Marseille.
Famille de la noblesse provençale d’origine italienne, les Vento, héritiers des Rafélis, se partageaient entre Aix-en-Provence, Marseille, le château des Pennes-Mirabeau dont ils étaient marquis et Carpentras, où ils possédaient également d'importants domaines.
À la mort de la dernière représentante de la famille de Vento, l’hôtel est acquis, sous le Second Empire, par une famille de négociants carpentrassiens, les Nouvène, qui transmettront par succession l’hôtel aux familles Fortunet et de Joybert au XXe siècle.
En 2004, le bâtiment est ajouté à l'inventaire des biens culturels, préambule à un possible futur classement, au titre des monuments historiques.

### Liste des propriétaires
- François de Rafélis, seigneur de la Roque-Alric (1570-1659), fils d'Elie de Raphaelis, né à Milan en Lombardie, et de Louise de Tertulle, marié le 25 avril 1602 à Carpentras avec Françoise de Patris[5]. Il apparaît en 1602 comme propriétaire de l'îlot sur lequel se trouve l'hôtel, qui pouvait déjà appartenir à sa belle famille, les Tertulle[6].

- Jean de Rafélis de Tertulle, seigneur de Grambois (1604-1682), marié le 30 avril 1626 à Montbrun-les-Bains, avec Lucrèce du Puy-Montbrun, fille de Jean Alleman du Puy-Montbrun et Lucrèce de La Tour-du-Pin.

- Gabrielle de Rafélis de Tertulle de Grambois-Roquesante (1636-1685), mariée le 27 mars 1658 à Carpentras avec Claude de Rolland-Réauville, coseigneur et marquis de Cabannes, Président en la Chambre des Comptes de Provence, fils de Henri de Rolland-Réauville et Honorée d'Astouaud de Murs.

- François de Rolland Réauville (1658-1718), marquis de Cabannes, Président en la Cour des Comptes, Aides et Finances de Provence, marié le 25 août 1685 à Aix-en-Provence avec Thérèse de Lestang-Parade (1670-1743), fille de Guillaume de Lestang-Parade et d’Angélique de Simiane-Lacoste. En 1715, il entreprit à Aix-en-Provence, la construction d’un autre hôtel, dans le Quartier Mazarin, 3 rue Joseph Cabassol, dit Hôtel de Caumont.

- Angélique de Rolland-Réauville (1687-1735) : mariée le 15 mai 1713 à Aix-en-Provence avec Henri de Vento, marquis des Pennes (1664-1738), Mousquetaire, Chef d'Escadre (1736), fils de Louis-Nicolas I de Vento des Pennes et Louise d’Armand

- Louis-Nicolas II de Vento (1727-1789), marquis des Pennes, Chevalier de Saint-Louis, Officier de Galères, Premier consul d'Aix-en-Provence, Secrétaire perpétuel de l'Académie des Sciences, Lettres et Arts de Marseille, marié le 16 décembre 1749 avec Marie-Denise de Borély (1730-1766), fille de Louis de Borély et d’Anne d’Abeille.

- Jean Paul Louis de Vento (1758-1841), marquis des Pennes et de Cabannes, chevalier de Malte, marié le 22 juillet 1787 au château de Suze-la-Rousse, avec Olympe de La Baume de Suze (1768-1827), fille de Charles-Louis de La Baume de Suze (1724-1790) et Olympe-Émilie de Suffren de Saint-Cannat (1747-1795).

- Emilie de Vento des Pennes, dernière du nom (1784-1864), mariée à Carpentras à Gabriel de Laincel (1789-1845), fils de Victor de Laincel, conseigneur de La Garde et du Pradet, et de Thérèse d’Arquier de Barbegal.

Après avoir émigré en Italie, pendant la tourmente révolutionnaire, elle s’éteignit au XIXe siècle dans la famille de Laincel. Une partie de ses collections, notamment de portraits et de dessins, ont été légués au Musée Calvet d’Avignon par Alice de Laincel-Vento (1849-1924), héritière du château de Suze-la-Rousse (Drôme), femme de lettres, muse de Rodin, biographe et romancière sous les noms de plume de Violette et Claude Vento (auteur notamment de Les Grandes dames d’aujourd’hui, 1886), en 1922.

## Architecture

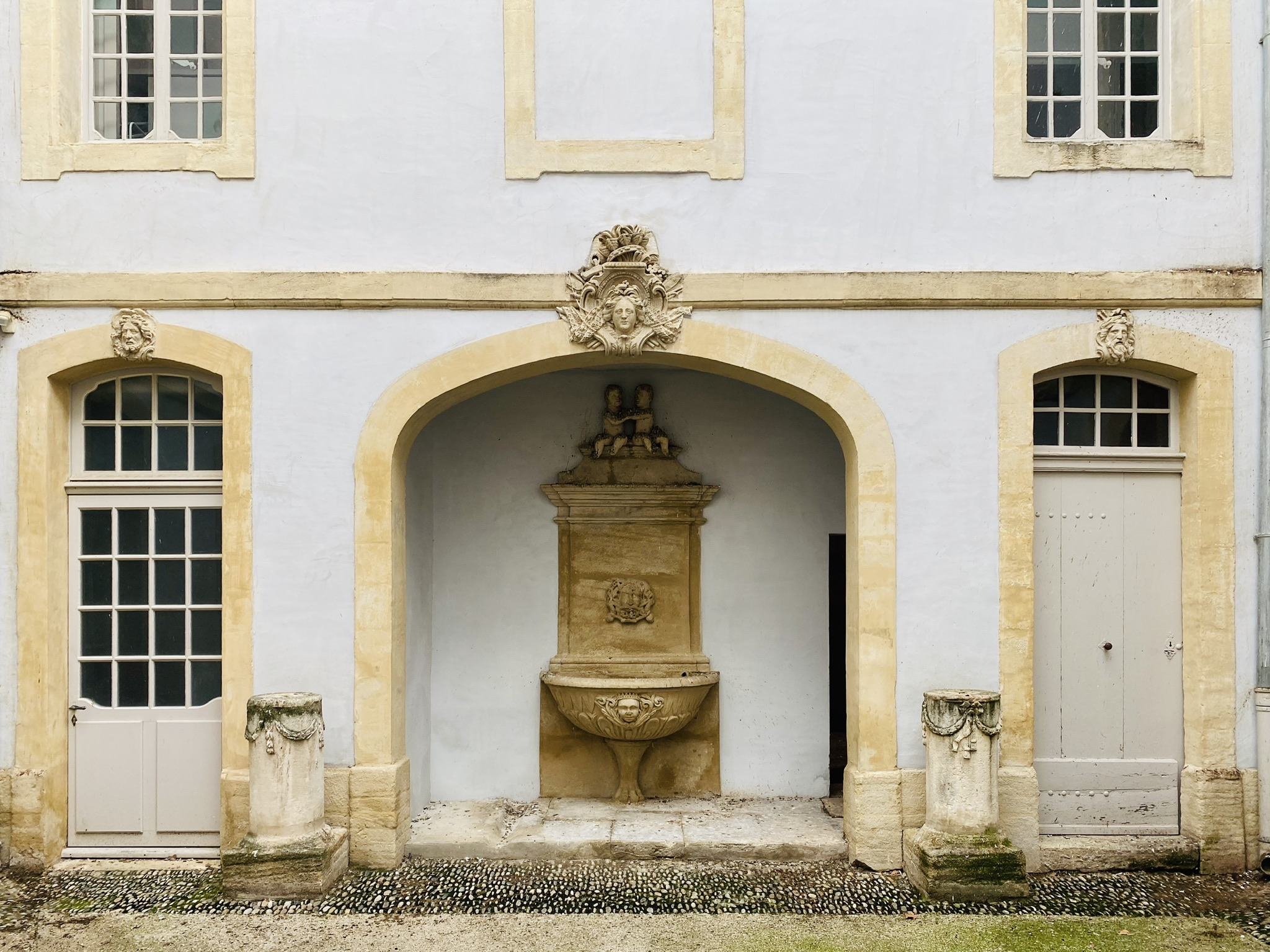
Fontaine de la cour d'honneur (vers 1750)

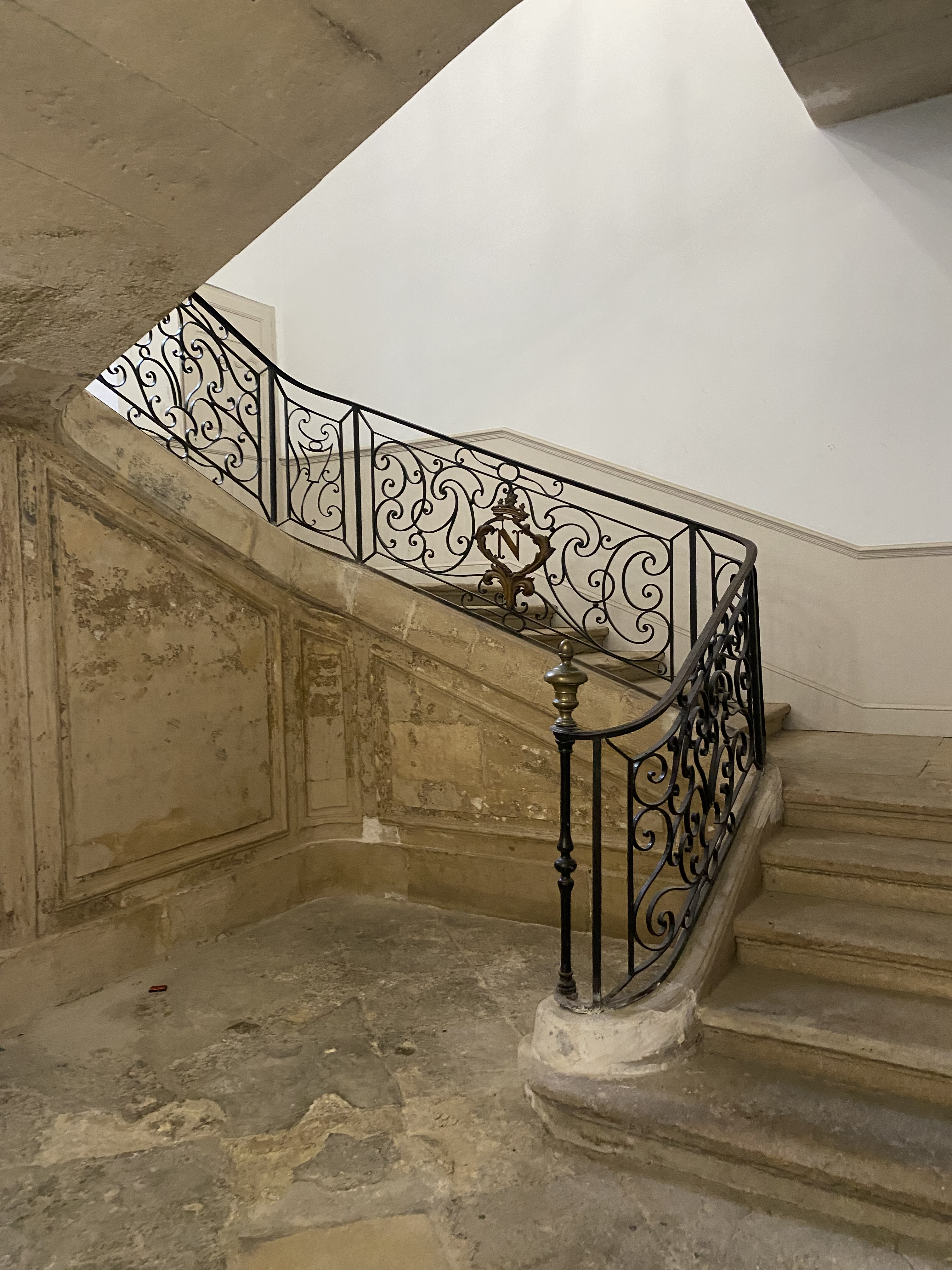
Départ de la rampe du grand escalier de l'hôtel de Vento à Carpentras (vers 1750)

L’hôtel se développe sur quatre corps de logis couronnés d’une génoise à trois rangs, bâtis en retour d’équerre, qui s’organisent autour d’une cour d’honneur caladée de forme rectangulaire. Au centre de l’aile est, une grande fontaine en pierre de taille ornée d’angelots et de figures de grotesques forme un nymphée, abrité sous une baie en anse de panier. Tous les encadrements de fenêtres donnant sur la cour sont ornés de clefs ornées de mascarons représentant les dieux du panthéon romain. Au dessus de la baie en arc segmentaire sous laquelle a été installée la grande fontaine, une allégorie de la mer, incarnée par un mascaron féminin accompagné de filets et de cannes à pêche, constitue probablement une référence aux attaches de la famille de Vento avec la Méditerranée.
Sur la place de la cathédrale, la façade Sud de l’aile Ouest présente une remarquable niche en pierre de taille ornée d’une vierge à l’enfant (vers 1750).
Un grand escalier à jour central avec paliers et repos dessert le premier étage de l’hôtel, complété par un escalier relais à partir de l’étage noble. Ces deux escaliers ont conservé des rampes en fer forgé et ouvragé attribuées à Jean-Baptiste Mille, ferronnier carpentrassien, notamment actif à l’hôtel-Dieu, à la cathédrale, mais aussi dans plusieurs hôtels particuliers de la ville.
L’hôtel a conservé l’ensemble de ses fenêtres à petits carreaux du milieu du XVIIIe siècle ainsi qu’un grand nombre de trumeaux et dessus de portes ornés de gypseries et de peintures à l’huile. La restauration de l'hôtel particulier, en 2008, a tenu compte de ces nombreux éléments décoratifs.
Il a reçu en 2015 le prix du patrimoine de l'association Carpentras Patrimoine pour la qualité de sa restauration.